# Eosentomon stumppi
Eosentomon stumppi är en urinsektsart som beskrevs av Josef Rusek 1988. Eosentomon stumppi ingår i släktet Eosentomon och familjen trakétrevfotingar. Inga underarter finns listade i Catalogue of Life.